# Chuathbaluk
Chuathbaluk is een plaats (city) in de Amerikaanse staat Alaska, en valt bestuurlijk gezien onder Bethel Census Area.

## Demografie
Bij de volkstelling in 2000 werd het aantal inwoners vastgesteld op 119.
In 2006 is het aantal inwoners door het United States Census Bureau geschat op 120, een stijging van 1 (0,8%).

## Geografie
Volgens het United States Census Bureau beslaat de plaats een oppervlakte van
13,9 km², waarvan 9,1 km² land en 4,8 km² water.

## Plaatsen in de nabije omgeving
De onderstaande figuur toont nabijgelegen plaatsen in een straal van 72 km rond Chuathbaluk.